# (38559) 1999 VC115
1999 VC115 (asteroide 38559) é um asteroide da cintura principal. Possui uma excentricidade de 0.10336800 e uma inclinação de 14.14570º.
Este asteroide foi descoberto no dia 9 de novembro de 1999 por CSS em Catalina.